# Carly Piper
Carly Piper (Detroit, 23 settembre 1983) è una nuotatrice statunitense.
Ai Giochi Olimpici estivi di Atene nel 2004, ha vinto la medaglia d'oro con la staffetta 4x200 stile libero, insieme a Natalie Coughlin, Kaitlin Sandeno e Dana Vollmer stabilendo anche il nuovo record del mondo.
La Piper si è laureata all'Università di Wisconsin-Madison nel 2006, dove ha gareggiato anche nella squadra di nuoto nelle vesti di capitano. Sempre nell'università ha rivestito anche il ruolo di assistente tecnico delle squadre di nuoto sia maschili che femminili.

## Palmarès
- Olimpiadi

Atene 2004: oro nella 4x200m sl.
- Mondiali in vasca corta

Shanghai 2006: bronzo nella 4x200m sl.
- Giochi panamericani

Santo Domingo 2003: oro nella 4x200m sl.